# وعيد (طائرة دون طيار)
وعيد هي طائرة دون طيار انتحارية يمنية الصنع وفق ادعاء حكومة صنعاء (الغير معترف بها) التابعة لحركة أنصار الله الحوثيين وتستخدمها قواتها في مهاجمة أهداف بعيدة المدى، يتراوح مدها بين 2000 كم و 2500 كم، وتشبه طائرة شاهد 136 الإيرانية، وتُطْلَق من منصات متحركة وثابتة على دفعات من خمس طائرات كحد أدنى.

## دخول الخدمة
- 2021 الكشف عن الطائرة وعيد 1 بشكل رسمي خلال "معرض الشهيد القائد للصناعات العسكرية".[3]
- 2023 الكشف عن الطائرة وعيد 2 خلال عرض عسكري في العاصمة صنعاء أقامته القوات المسلحة اليمنية الموالية للحوثيين.[4]

## المواصفات
- النوع: طائرة دون طيارة انتحارية.
- الطول: 4 أمتار.[5]
- عرض الجناح: 3 أمتار.[5]
- المدى: من 2000 كم[6]- 2500 كم.[7]
- الحمولة المتفجرة: خارق - متشظي.[8]